# 65º Kouhaku Utagassen
O 65º NHK Kouhaku Utagassen (第65回NHK紅白歌合戦) foi realizado em 31 de dezembro de 2014, com transmissão ao vivo direto do NHK Hall desde às 19h15 (JST) até 23h45 (JST), com intervalo de 5 minutos para o noticiário. Essa é a 26ª edição do Kouhaku na Era Heisei. Pelo 3º ano seguido, o Shirogumi vence a competição (decidida pela maioria dos votos).
Ver também: Kouhaku Utagassen (Artigo Principal)

## Transmissão
Em 4 de setembro, a NHK divulgou o horário de transmissão do evento. É o 4º ano conscecutivo (5º, somado com a edição de 2009) em que o Kouhaku Utagassen é realizado com duração de 4 horas e 25 minutos. A transmissão no Japão é feita pela NHK-G e pela NHK Radio 1. Os demais países (incluindo o Brasil) também podem assistir ao programa através da NHK World Premium.
Em 10 de outubro, foram anunciados Yuriko Yoshitaka e Arashi como capitães dos times Vermelho e Branco, respectivamente. O tema desta edição é "Cante! Todos se unem na véspera do ano novo" (歌おう。おおみそかは全員参加で). Yumiko Udo será a mediadora pelo 3º ano conscecutivo.
Em 26 de novembro, foi anunciado a lista de artistas do programa.
EM 23 de dezembro, foram anunciados os jurados do programa. Em 25 de dezembro foi divulgada a lista de músicas e ordem das apresentações.

## Participantes
| CAPITÃES DAS EQUIPES - Capitã Akagumi: Yuriko Yoshitaka - Capitâes Shirogumi: Arashi (Maasaki Aiba, Jun Matsumoto, Satoshi Ohno, Kazunari Ninomiya e Sho Sakurai) - Mediadora: Yumiko Udô - Comentaristas: Michihiko Yanai, Yoshihide Otomo, Bananaman | JURADOS - Hiroshi Abe - Mao Inoue - Matsuya Onoe - Tetsuko Kuroyanagi - Tamori - Miho Nakazono - Yukie Nakama - Mika Ninagawa - Shinya Yamanaka |

### Artistas Participantes
| Akagumi            | Akagumi             | Shirogumi                | Shirogumi         |
| Artista            | No de Participações | Artista                  | No de Parcipações |
| ------------------ | ------------------- | ------------------------ | ----------------- |
| Ayaka              | 7                   | Arashi                   | 6                 |
| E-girls            | 2                   | Hiroshi Itsuki           | 44                |
| Ikimonogakari      | 7                   | EXILE                    | 10                |
| Sayuri Ishikawa    | 37                  | Kanjani∞                 | 3                 |
| AKB48              | 7                   | Chris Hart               | 2                 |
| HKT48              | Estreia             | Go Hiromi                | 27                |
| SKE48              | 3                   | Golden Bomber            | 3                 |
| NMB48              | 2                   | Sandaime J Soul Brothers | 3                 |
| Sayaka Kanda       | 2                   | SMAP                     | 22                |
| Kyary Pamyu Pamyu  | 3                   | SEKAI NO OWARI           | Estreia           |
| Kaori Kôzai        | 18                  | Sexy Zone                | 2                 |
| Natsuko Godai      | 21                  | T.M.Revolution           | 5                 |
| Fuyumi Sakamoto    | 26                  | TOKIO                    | 21                |
| Shina Ringo        | 2                   | Hideaki Tokunaga         | 9                 |
| Yoshimi Tendo      | 19                  | AAA                      | 5                 |
| Miyuki Nakajima    | 2                   | Tsuyoshi Nagabuchi       | 4                 |
| Kana Nishino       | 5                   | Kiyoshi Hikawa           | 15                |
| Perfume            | 7                   | V6                       | Estreia           |
| Ayako Fuji         | 20                  | Kouhei Fukuda            | 2                 |
| Seiko Matsuda      | 18                  | Masaharu Fukuyama        | 7                 |
| Nana Mizuki        | 6                   | Takashi Hosokawa         | 38                |
| Kaori Mizumori     | 12                  | Porno Graffitti          | 13                |
| miwa               | 2                   | Akihiro Miwa             | 3                 |
| May J.             | Estreia             | Shinichi Mori            | 47                |
| Momoiro Clover Z   | 3                   |                          |                   |
| Hiroko Yakushimaru | Estreia             |                          |                   |
| Akiko Wada         | 38                  |                          |                   |

### Ordem das Performances
| 1ª Parte (19h15-20h55) - "Utaō no March" Tema de abertura do 65º Kouhaku - "Melon Juice" HKT48 - "Kouhaku ni Hitomebore" Sexy Zone - "Highschool Love" E-Girls - "Sayonara no Mae ni" AAA - "Youkai Taisou Dai-ichi" Dream5 - "Faith" Miwa - "Tokyo Gorin Ondou" Kouhei Fukuda - "Bukiyou Taiyou/Ibiza Girl" SKE48 & NMB48 - "99 wa Owaranai" Go Hiromi - "Ayako no Onkunijiman dayo ~Ganbarō na Tōhoku!~" Ayako Fuji - "Apollo" Pornograffiti - "Kouhaku 2014 Special Collaboration" (Kindan no Resistance/Preserved Roses) Nana Mizuki ft T.M.Revolution - "Ito" Chris Hart - "Hitori Sake" Natsuko Godai - "R.Y.U.S.E.I." Sandaime J Soul Brothers - "Darling" Kana Nishino - "Sake no Yado" Kaori Kozai - "Ouenka, Ikimasu" Takashi Hosokawa - "Hana wa Saku" Hideaki Tokunaga - "A.Ra.Shi/Gera Gera Po no Uta" Arashi ft King Cream Soda - "Otoko no Himatsuri" Fuyumi Sakamoto - "Toshiue no Hito" Shinichi Mori - "Furui Nikki ~2014 Kouhaku Special~" Akiko Wada - "Wa ni Natte Odorou" V6 | 2ª Parte (21h00-23h45) - "Nijirou" Ayaka - "Let It Go ~Ari no Mama de~" May J. - "Dragon Night" Sekai no Owari - "Cling Cling" Perfume - "Memeshikute" Golden Bomber - "My Dear Fellow (with Mononofu Japan)" Momoiro Clover Z - "Omoidama" Kanjani8 - "Choi to Kimague Wataridori" Kiyoshi Hikawa - "Shima Koi Tabi" Kaori Mizumori - "Yokohama Tasogare" Hiroshi Itsuki - "Golden Girl" Ikimonogakari - "Kira Kira Killer Kyary Pamyu Pamyu - "Love You Only" Tokio - "Umarete Hajimete/Let It Go" Idina Menzel ft Sayaka Kanda & Kouhaku Stage Singers - "Minna de Utaō! SMAP Medley" SMAP - "Nippon ~Kouhaku Bōdaresu Hen~" Ringo Shiina - "New Horizon" Exile - "Woman 'W no Higeki' Yori" Hiroko Yakushimaru - "Ashita e Tsuzuku Michi" Tsuboshi Nabuchi - "Rojo ~Tierra~" Akina Nakamori - "Kokoro no Placard" AKB48 - "2014 Special Medley" Masaharu Fukuyama - "Mugi no Uta" Miyuki Nakajima - "Ai no Sanka" Miwa Akihiro - "Peace & Hi-Lite/Tokyo Victory" Southern All-Stars - "2014 Thanks Medley" Arashi - "Anata ni Aitakute ~Missing You~" Seiko Matsuda - "Furusato" Finale: Utaō - "Hotaru no Hikari" Encerramento conduzido por Maasaki Hirao |

### Extras
- Artistas Estreantes: HKT48, Sekai no Owari, V6, Hiroko Yakushimaru, May J.
- Artistas que Saíram: Aiko, Mariko Takahashi, Dreams Come True, Ayumi Hamasaki, Shigeru Izumiya, Saburô Kitajima, Kobukuro, Sakanaction, Linked Horizon.
- Participações Especiais: Akina Nakamori, Southern All-Stars, Idina Menzel, King Cream Soda e Dream5.

### Resultado
| Resultado Final                                          | Resultado Final | Resultado Final | Resultado Final |
| Votos                                                    | Akagumi         | Shirogumi       | Total           |
| -------------------------------------------------------- | --------------- | --------------- | --------------- |
| Parcial                                                  | 194.838         | 259.846         | 454.684         |
| Geral                                                    | 481.221         | 535.458         | 1.016.679       |
| Resultados Individuais TV, 1-Seg, Aplicativos e NHK Hall |                 |                 |                 |
| DTV                                                      | 364.866         | 350.757         | 715.623         |
| 1-Seg                                                    | 13.006          | 18.988          | 31.994          |
| App Android                                              | 102.102         | 164.245         | 276.347         |
| NHK Hall                                                 | 1.247           | 1.468           | 2.715           |
| Vencedor: Shirogumi                                      |                 |                 |                 |
| Audiência Geral (Na região de Kanto): 35,1% e 42,2%      |                 |                 |                 |

## Curiosidades
- Por serem escolhidos um dos apresentadores do 65º Kouhaku, o Arashi foi a primeira atração confirmada para esta edição. Será sua 6ª participação no Kouhaku, e pelo 5º ano consecutivo como capitães do Shirogumi (desde 2010). Nos anos anteriores, eles perderam apenas uma vez, em 2011.
- Yuriko Yoshitaka era um dos prováveis nomes para representar o Akagumi (ao lado de Yukie Nakama), mas a NHK não tinha dúvidas de que Yuriko seria a pessoa ideal para apresentar o Kouhaku. Recentemente, ela interpretou a personagem Hanako, no recém-encerrado Asadora da NHK, Hanako & Anne.
- O anúncio oficial dos apresentadores e o tema deste ano foram apresentados ao vivo no programa Morning Market (Asaichi).
- A música "Furusato" foi interpretada novamente pelo Arashi, desta vez sendo a última música antes do resultado final.
- As trilhas instrumentais e a música de abertura Utaō no March, são feitas por Tsunaki Mihara & The New Bleed, como acompanhamento para alguns artistas. Outros utilizam versões instrumentais (off vocal) e algumas bandas não utilizam playback, como é o caso de Masaharu Fukuyama e Southern All Stars.
- A música "Nijiiro" (Ayaka) foi tema do Asadora "Hanako & Anne".
- A música "Ue o Muite Arukou" (ou Sukiyaki) foi executada várias vezes ao longo da história do Kouhaku.
- Seria a primeira participação do Nogizaka46, grupo rival do AKB48 que lançou recentemente seu 10º single. De todos os grupos do G48 (exceto os internacionais), o HKT48 foi o único que ainda não participou do Kouhaku, e fará sua primeira participação no programa. Já o AKB48 pode fazer algum anúncio de graduação surpresa, como aconteceu em 2013, com Yuko Oshima.
- Em 1 de Novembro, a Sports Nippon informou que a cantora Kyary Pamyu Pamyu participará pela 3ª vez consecutiva, além da primeira participação da banda Sekai no Owari. Ambos foram confirmados pela NHK em 26 de novembro. Kyary ainda afirmou que "O Kouhaku não é o lugar para os artistas encerrarem a carreira ou se retirarem da indústria musical", ao responder sobre os boatos de que a cantora iria se casar com um integrante do Sekai no Owari.
- Haveria uma possibilidade do ATSUSHI (EXILE) se apresentar como grupo independente.
- Pela primeira vez desde 1999, Ayumi Hamasaki não participará do Kouhaku pois ela estará focando em seus compromissos pessoais.
- V6 faz sua estreia no Kouhaku. A boyband é conhecida pelos temas de abertura de Inuyasha e Ultraman Tiga. Após a performance no Kouhaku, o grupo anunciou que o single "Break Out" seria a 18ª música de abertura do anime Fairy Tail a partir do episódio 215.
- Alguns artistas confirmados para este Kouhaku participaram do Japan Night, evento que marcou a despedida do Estádio Nacional de Tóquio que foi fechado para reforma. Das quatro bandas que se apresentaram no dia 29 de Maio, somente o L'arc~En~Ciel não foi mencionado.
- Com a graduação de Saburô Kitajima do Kouhaku, Shinichi Mori torna-se o artista com o maior número de aparições no programa, com 47 no total. Kitajima se apresentou pela última vez em 2013, após 50 apresentações.
- Nana Mizuki completará 35 anos em 21 de Janeiro de 2015, 3 semanas após sua 6ª participação no Kouhaku.
- Os grupos AAA e AKB48 completarão 10 anos em 2015.
- O grupo Perfume completa 15 anos em 2015.
- Será a última participação de Minami Takahashi como Soukantoku (Gerente Geral) e integrante do AKB48. Ela anunciou sua graduação do grupo para 8 de dezembro de 2015, quando o AKB48 completará 10 anos.
- Os jurados tem alguma ligação com o Kouhaku Utagassen. Tamori foi o mediador da 34ª edição (1983), Mao Inoue representou o Akagumi na 62ª edição (2011), Yukie Nakama apresentou várias edições entre 2005 e 2009, e Tetsuko Kuroyanagi apresentou algumas edições do Kouhaku entre 1980 e 1983.
- Mika Ninagawa (Juri) dirigiu os clipes de "Heavy Rotation", "Sugar Rush" e "Sayonara Crawl" (AKB48), além de produzir o photobook da Yuko Oshima em Ibiza.
- Matsuya Onoe (Juri) namora a ex-integrante do AKB48, Atsuko Maeda.
- Arashi e Seiko Matsuda fazem o encerramento do festival (ou "Ootori"), por serem os últimos artistas a se apresentarem no programa, antes do anúncio do time vencedor. HKT48 e SexyZone serão os primeiros a se apresentarem, sendo que o HKT48 se apresenta pela primeira vez.
- Esse ano, o AKB48 não fará o medley, pois vai cantar o single Kokoro no Placard.
- Golden Bomber cantará novamente a música "Memeshikute", como não poderia deixar de ser.
- SKE48 e NMB48 farão a performance de suas músicas em um mesmo medley.
- Nana Mizuki e T.M.Revolution farão novamente sua colaboração como dueto, depois de sua bem sucedida interpretação do medley "Preserved Roses/Kakumei Dualism" em 2013.
- Geralmente, a NHK divulga a lista de músicas em meados de dezembro, e a ordem das apresentações dias após o natal. Este ano, pegando muita gente de surpresa, a lista de músicas e a ordem das apresentações só foram divulgadas no dia do natal, 25 de Dezembro.
- Após os ensaios de 29 de dezembro para a performance do Kouhaku, Momoka Ariyasu teve febre alta em consequência de uma forte gripe. Por recomendações médicas ela não se apresentou com o grupo. Por isso, ao contrário dos anos anteriores, o Momoclo se apresentou como quarteto. Durante a performance, o figurino foi levemente modificado para incluir a cor verde, para que Momoka esteja sempre presente no palco.
- Esta foi a primeira vez (desde 2005) que não teve retrospectiva das performances entre o Ootori e o anúncio da equipe vencedora. Ao invés disso, o Arashi e todos os artistas que participaram, cantaram "Furusato" como música final antes do anúncio dos resultados.
- Em "Hotaru no Hikari" (cuja regência é de Maasaki Hirao) a música "Ode to Joy" aparece como citação musical, próximo ao final do tema. Essa versão é a mesma usada em 2013 (e uma variante das versões de 1994-1998).
- O time vencedor foi decidido pela maioria dos votos.
- A música Let It Go foi cantada duas vezes no show, uma com a May J., e outra com Sayaka Kanda & Idina Menzel.
- Esta foi a primeira vez (desde 2009) em que Ayumi Hamasaki não fez o Opening Stage; em seu lugar, quem abriu o festival foi o HKT48.
- Devido ao concerto de graduação de Sayumi Michishige, o Morning Musume '14 não pôde comparecer à coletiva de imprensa de 26 de novembro e por isso, não participou pelo 7º ano consecutivo, mesmo com seus singles em 1º lugar na Oricon. Pode haver uma possibilidade do grupo se apresentar novamente, no 66º Kouhaku, em 2015.
- Satoshi Ohno recebeu o estandarte das mãos de Tamori, que não por acaso, foi o mediador do 34º Kouhaku, em 1983. Tetsuko Kuroyanagi, que representou o Akagumi na mesma ocasião, também esteve presente. Ambos anunciaram o início do 65º Kouhaku junto com Arashi e Yoshitaka.

## Ligações Externas
- Site oficial do programa (em japonês)